# Samir Mehmeti
Samir Mehmeti (* 9. April 1997) ist ein serbischer Fußballspieler.

## Karriere
Mehmeti kam zur Saison 2017/18 nach Österreich und wechselte zum fünftklassigen SK St. Magdalena. Nach einem halben Jahr bei St. Magdalena wechselte er in der Winterpause jener Saison zu den sechstklassigen Amateuren des FC Blau-Weiß Linz.
Im März 2019 stand er gegen die WSG Wattens erstmals im Kader der Profis der Linzer. Im April 2019 debütierte er für diese in der 2. Liga, als er am 22. Spieltag der Saison 2018/19 gegen den SC Austria Lustenau in der 71. Minute für Franjo Dramac eingewechselt wurde.
Zur Saison 2020/21 wechselte er zum achtklassigen FC Dardania Linz.